# Gorch Fock (veliero 1933)
La Gorch Fock è un veliero a tre alberi con scafo in acciaio. Entrato in servizio nel 1933 come nave scuola dalla Kriegsmarine, dopo varie vicissitudini si trova dal 2004 ancorata nel porto di Stralsund in qualità di nave-museo.
Il nome deriva dallo pseudonimo dello scrittore tedesco Johann Kinau, che si firmava Gorch Fock.
Nel 1958 è entrata in servizio una sua nave gemella, la Gorch Fock II.

## Progettazione

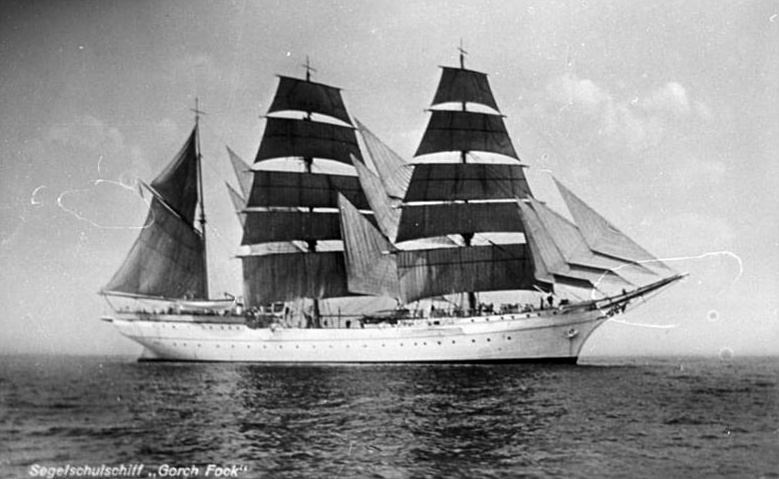
La Gorch Fock negli anni 30

La nave venne progettata sulla scia di un grave incidente, occorso ad un'altra nave scuola della Kriegsmarine, la Segelschulschiff Niobe, che nel 1932 si capovolse nel Baltico per un colpo di vento con la morte di 69 membri dell'equipaggio. Di conseguenza la nuova nave scuola venne progettata con una elevata stabilità intrinseca, che comprendeva 200 tonnellate di zavorra di acciaio in grado di raddrizzare la nave anche in seguito ad un ingavonamento di 90°.

## Servizio

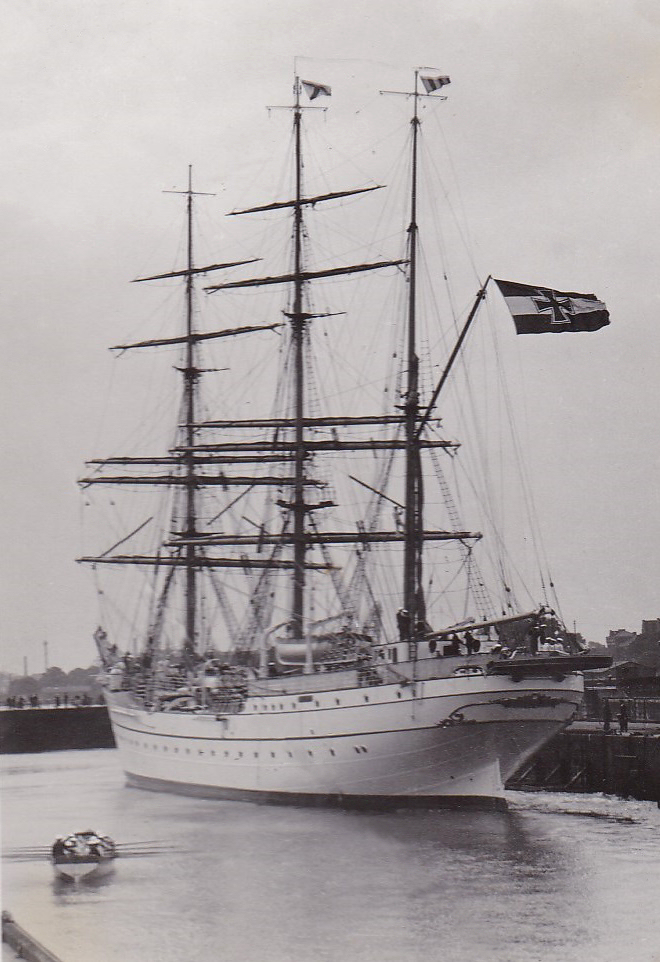
La Gorch Fock in servizio per la Reichsmarine nel 1934

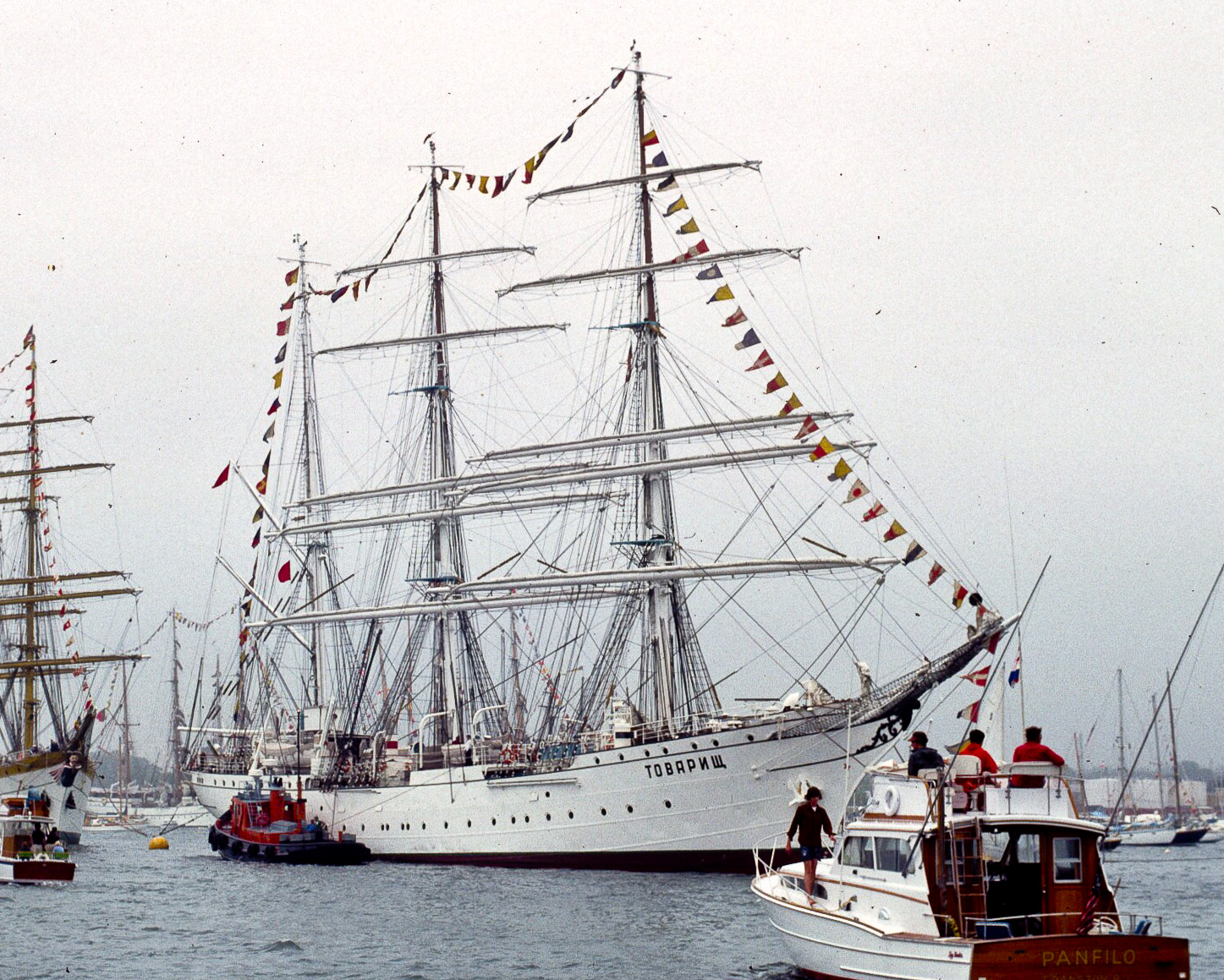
La Tovarišč nel 1976

La nave entrò in servizio effettuando crociere di addestramento fino allo scoppio della seconda guerra mondiale, venne poi usata come ufficio dal 1942 a Stralsund e infine autoaffondata, sotto il fuoco dei carri armati da terra, per evitare la cattura da parte dei sovietici.
Ripescata da questi nel 1947 con un costo di 800.000 marchi, fu restaurata dal 1948 al 1950 e immessa in servizio  nel 1951 come nave scuola della marina sovietica col nome di Tovarišč (Товарищ) e base ad Odessa. Nello stesso anno, fu trasferita alla Accademia marittima statale di Cherson, dove venne usata per l'addestramento dei cadetti della scuola navale. Passata all'Ucraina dopo il 1991 e la dissoluzione dell'URSS, rimase in servizio fino al 1993, quando venne disattivata per mancanza di fondi per la manutenzione. Venne poi venduta ad una compagnia privata che voleva restaurarla a Newcastle upon Tyne, ma per i costi notevoli rinunciò all'impresa e la nave venne riportata a Wilhelmshaven dove rimase quattro anni in bacino per lavori ed infine venne rimessa in servizio come nave museo ribattezzandola col nome originario di Gorch Foch.

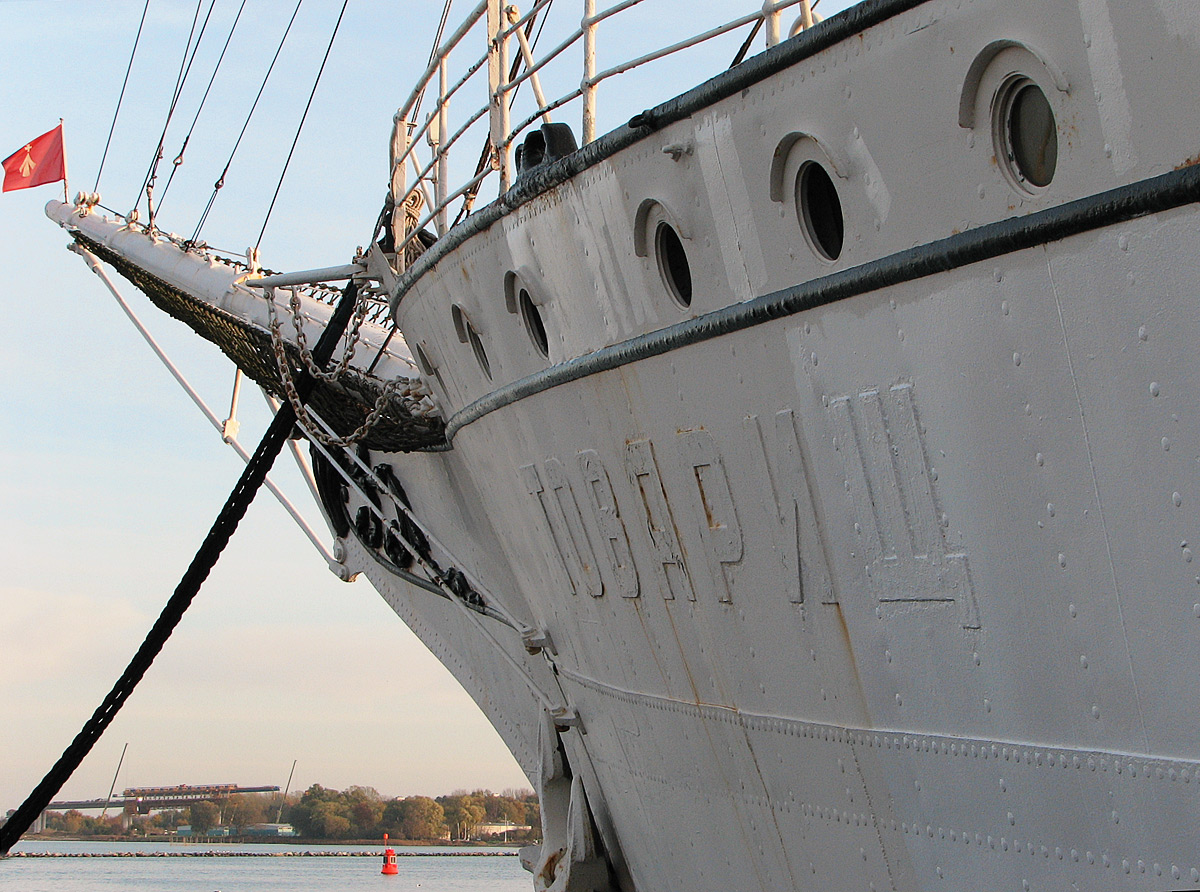
La nave con la bandiera di Stralsund. Si intravede il nome russo "Товарищ" (Tovarishch) ricoperto dalla vernice.

## Altre navi della classe
Dal progetto originario sono state costruite altre navi più o meno gemelle, ed altre molto simili dal cantiere Astilleros Celaya S.A. di Bilbao per marine sudamericane.
Le navi gemelle sono:
- Gorch Fock II, varata nel 1958 per la Bundesmarine e attualmente in servizio con la Deutsche Marine
- USCGC Eagle (ex Horst Wessel), in servizio con la Guardia Costiera degli Stati Uniti
- NRP Sagres III (inizialmente intitolata ad Albert Leo Schlageter nella Kriegsmarine), agli Stati Uniti come preda bellica, venduta al Brasile nel 1948 come Guanabara e poi nel 1961 alla Marina Militare Portoghese dove ha assunto il nome attuale.
- Mircea, nave scuola della Forțele Navale Române
- Herbert Norkus (incompleta, demolita alla fine della seconda guerra mondiale)

Quelle costruite a Bilbao :
- Gloria - Colombia, varata il 2 dicembre 1967
- Guayas - Ecuador, varata il 22 ottobre 1976
- Simon Bolivar - Venezuela, varata il 21 novembre 1979
- Cuahuthémoc - Messico, varata nel 1982